# STS-109
La missió STS-109 (SM3B) va ser una missió del transbordador espacial llançada des del centre espacial John F. Kennedy l'1 de març de 2002. Va ser la 108a missió del programa de transbordadors espacials, el vol número 27L Transbordador espacial Columbia (essent l'última missió amb èxit abans del desastre ocorregut en el 2003), portant a terme la quarta revisió tècnica de telescopi espacial Hubble.

## Tripulació
- Scott D. Altman (3), Comandant
- Duane G. Carey (1), Pilot
- John M. Grunsfeld (4), Comandant de càrrega
- Nancy J. Currie (4), especialista de missió
- James H. Newman (4), especialista de missió
- Richard M. Linnehan (3), especialista de missió
- Michael J. Masaimino (1), especialista de missió

 Entre parèntesis, el nombre de missions de l'astronauta, inclosa la STS-109

## Paràmetres de la missió
- Massa: 
  -  al despegar:  116.989 kg
  -  a l'aterrar:  100.564 kg
- Perigeu:  486 km
- Apogeu:  578 km
- Inclinació: 28,5°
- Període: 95,3 min

## Resum de la missió
El propòsit principal de la STS-109 era prestar servei al telescopi Espacial Hubble (HST. Durant la missió es van instal·lar un sistema d'instruments, la càmera avançada per a sondejos (ACS), panells solars rígids (SA3), una unitat de control de potència (PCU), 1 Cryocooler Infraroig Proper i un espectròmetre multi-objecte (NICMOS).
Els astronautes van realitzar un total de cinc passejos espacials en cinc dies consecutius.